# NGC 1619
NGC 1619 је ознака објекта на координатама са ректансцензијом 4h 36m 11,4s и деклинацијом - 4° 49" 57'. Открио га је Луис Свифт, 22. децембра 1886. Каснијим посматрањима на том положају није уочен никакав астрономски објекат.